# Кипрево (станция)
Кипрево — железнодорожная станция однопутной неэлектрифицированной линии Бельково-Иваново Ярославского региона Северной железной дороги, расположена в одноименной деревне Кипревского сельского поселения Киржачского района Владимирской области.
Железнодорожная станция имеет одну боковую низкую платформу. Есть одноэтажно здание вокзала, работают железнодорожные кассы. Посадка и высадка пассажиров на (из) поезда пригородного и местного сообщения. Производится прием и выдача повагонных отправок грузов, допускаемых к хранению на открытых площадках станций, посадка и высадка пассажиров на (из) поезда пригородного и местного сообщения. Прием и выдача багажа не производятся.

## Дальнее сообщение
На станции ежедневно останавливаются пассажирские поезда №661/662 Кинешма-Иваново-Москва, в праздничные и летние дни назначаются проходящие через станцию дополнительные поезда. 
| Круглогодичное обращение поездов | Круглогодичное обращение поездов | Круглогодичное обращение поездов | Круглогодичное обращение поездов |
| № поезда                         | Маршрут движения                 | № поезда                         | Маршрут движения                 |
| -------------------------------- | -------------------------------- | -------------------------------- | -------------------------------- |
| 661                              | Кинешма — Москва                 | 662                              | Москва — Кинешма                 |

| Сезонное обращение поездов | Сезонное обращение поездов | Сезонное обращение поездов | Сезонное обращение поездов |
| № поезда                   | Маршрут движения           | № поезда                   | Маршрут движения           |
| -------------------------- | -------------------------- | -------------------------- | -------------------------- |
| 495                        | Кострома — Адлер           | 496                        | -                          |
| 539                        | -                          | 540                        | Анапа — Кострома           |
| 673                        | Иваново — Москва           | 674                        | Москва — Иваново           |

## Пригородное сообщение
На платформе имеет остановку пригородный поезд рельсовый автобус Иваново — Александров. По состоянию на май 2019 года — 1 пара поездов в сутки ежедневно; время движения от станции Александров составляет 52 минуты, до Александрова - 47 минут, от станции Иваново - 4 часа 20 минут, до станции Иваново - 3 часа 29 минут ежедневно (3 часа 34 минуты по отдельным летним дням в расписании).
- Расписание пригородных поездов. Яндекс.Расписания.